# Jérôme Martin (évêque)
Jérôme Martin, né le 10 juin 1941 à La Chapelle et mort le 4 décembre 2009 est un évêque catholique français, évêque de Berbérati en République centrafricaine de 1987 à 1991.

## Repères biographiques
Entré dans l'Ordre des frères mineurs capucins, Jérôme Martin est ordonné prêtre le 29 juin 1966.
Nommé évêque de Berbérati, en République centrafricaine, le 3 octobre 1987, il est consacré le 24 janvier 1988.
Il se retire moins de quatre ans plus tard, à 50 ans, le 17 juin 1991.